# 더 매지션스
《더 매지션스》(영어: The Magicians)는 Syfy에서 2015년부터 2020년까지 방영한 미국의 판타지 드라마이다.

## 출연

### 주연
- 제이슨 랠프
- 스텔라 메이브
- 올리비아 테일러 더들리
- 헤일 애플먼
- 아르준 굽타
- 서머 비실
- 브리트니 커런